# 비홍로
비홍로(Bihong-ro)는 전북특별자치도 순창군 적성면 괴정삼거리에서 남원시 주생면정송교를 잇는 도로이다.

## 주요 경유지
전북특별자치도
- 순창군 (적성면) - 남원시 (대강면, 대산면, 주생면)

## 노선
전 구간 국도 제24호선에 속하므로 이 노선에 대한 별도 표기는 생략한다.
| 이름          | 접속 노선                     | 소재지        | 소재지        | 비고                    |
| 담순로와 직결 | 담순로와 직결                 | 담순로와 직결 | 담순로와 직결 | 담순로와 직결           |
| ------------- | ----------------------------- | ------------- | ------------- | ----------------------- |
| 괴정삼거리    | 국도 제13호선 (충효로)        | 순창군        | 적성면        | 국도 제13호선과 중복    |
| 괴정교        |                               | 순창군        | 적성면        | 국도 제13호선과 중복    |
| 수홍삼거리    | 국도 제13호선 (섬진로)        | 남원시        | 대강면        | 국도 제13호선과 중복    |
| 풍산삼거리    | 동계로                        | 남원시        | 대강면        |                         |
| 비홍재        |                               | 남원시        | 대강면        | 해발 275m               |
| 비홍재        | 주생면                        | 남원시        |               | 해발 275m               |
| 감동사거리    | 금풍로 감동1길                | 남원시        | 대산면        |                         |
| 반송교        |                               | 남원시        | 주생면        |                         |
| 정송삼거리    | 지방도 제745호선 (주송길)     | 남원시        | 주생면        | 지방도 제745호선과 중복 |
| 대곡삼거리    | 지방도 제745호선 (대곡신계길) | 남원시        | 주생면        | 지방도 제745호선과 중복 |
| 정송교        |                               | 남원시        | 주생면        |                         |
| 남문로와 직결 |                               |               |               |                         |